# Риба-качечка двоплямиста
Риба-качечка двоплямиста (Diplecogaster bimaculata) — риба родини Присоскоперові (Gobiesocidae). Морська демерсальна риба, до 6 см довжиною. Поширена у східній Атлантиці від Норвегії до Гібралтару, зокрема в західній частині Середземного моря та в Адріатичному морі. У Чорному морі зустрічається біля всіх берегів; в Україні в Криму та Одеській затоці.

## Таксономія
Виокремлюють три підвиди:
- Diplecogaster bimaculata bimaculata (Bonnaterre, 1788)
- Diplecogaster bimaculata euxinica Murgoci, 1964
- Diplecogaster bimaculata pectoralis Briggs, 1955